# Valentina Borrelli
Pour les articles homonymes, voir Borrelli.
Valentina Borrelli (née le 30 octobre 1978 à Milan, Lombardie) est une joueuse italienne de volley-ball. Elle mesure 1,90 m et joue au poste de Réceptionneuse-attaquante. 

## Biographie
En 2002, Valentina Borrelli a été championne du monde avec l'équipe d'Italie lors du championnat du monde disputé en Allemagne.

## Clubs
| Club                  | Pays   | De        | À         |
| --------------------- | ------ | --------- | --------- |
| Volley Club Milano    | Italie | 1993-1994 | 1994-1995 |
| US Cislago            | Italie | 1995-1996 | 1996-1997 |
| Gierre Roma           | Italie | 1997-1998 | 1997-1998 |
| Volley Vicenza        | Italie | 1998-1999 | 1998-1999 |
| Volley Spezzano       | Italie | 1999-2000 | 2002-2003 |
| Sassuolo Volley       | Italie | 2003-2004 | 2003-2004 |
| Volley Vicenza        | Italie | 2004-2005 | 2005-2006 |
| Virtus Roma           | Italie | 2006-2007 | 2006-2007 |
| River Volley Piacenza | Italie | 2007-2008 | …         |

## Palmarès
- Championnat du monde
  - Vainqueur : 2002.